# ワイロン・フランシス
ワイロン・ドウェイン・フランシス・ボックス（Waylon Dwayne Francis Box、1990年9月20日 - ）は、コスタリカ・リモン出身のプロサッカー選手。サッカーコスタリカ代表。ポジションはDF。

## 経歴

### クラブ
2011年1月、ブルハスFCでプロデビュー。以来、国内クラブでプレーを続けた。
2013年11月、MLSのコロンバス・クルーに移籍。2017年12月1日、クラブはフランシスとの契約を更新しないことを発表した。
2017年12月14日、シアトル・サウンダーズFCに保証金5万ドルで移籍。

### 代表
コパ・セントロアメリカーナ2013のニカラグア戦でフル代表デビュー。翌2014年にはブラジルで開催されたワールドカップに参加した。

## 代表歴

### 出場大会
- コスタリカ代表
  - 2014 FIFAワールドカップ

### 試合数
- 国際Aマッチ 7試合 0得点（2013年-2019年）[5]

| コスタリカ代表 | 国際Aマッチ | 国際Aマッチ |
| 年             | 出場        | 得点        |
| -------------- | ----------- | ----------- |
| 2013           | 1           | 0           |
| 2014           | 0           | 0           |
| 2015           | 3           | 0           |
| 2016           | 1           | 0           |
| 2017           | 0           | 0           |
| 2018           | 0           | 0           |
| 2019           | 2           | 0           |
| 通算           | 7           | 0           |